# Escuela filosófica
Escuela filosófica es un concepto antiguo muy extendido en la bibliografía, que la mayoría de las veces apunta a una realidad histórica de "escuela" entendida no como una organización jerarquizada y con continuidad, sino a una simple agrupación de filósofos (escuela de pensamiento, corriente de pensamiento, corriente filosófica, doctrina filosófica o movimiento filosófico) que por razones didácticas o de clasificación se han agrupado por quien ha decidido identificar con una etiqueta o denominación conjunta los rasgos comunes en su manera de pensar o de proceder en relación con la filosofía, su común procedencia geográfica o su cercanía cronológica, dando por hecho que una escuela filosófica surge a partir de las enseñanzas de un maestro y en oposición a una escuela rival, cosa que solo puede aplicarse con rigor a muy pocas de ellas (por ejemplo, la escuela pitagórica o la Academia de Platón).

## Escuelas filosóficas de Occidente

### Edad Antigua
- Escuela de Mileto: Fundada en el siglo VI a. C., sus miembros fueron Tales, Anaximandro y Anaxímenes.
- Escuela eleática: Escuela presocrática con auge en los siglos VI y V a. C. Sus miembros más importantes fueron Parménides de Elea y Zenón de Elea.
- Pitagóricos: Escuela que sostenía que la esencia de todas las cosas son los números.
- Escuela megárica: Fundada por Euclides en su ciudad natal de Megara.
- Sofistas.
- Platonismo: Seguidores de Platón.
- Escuela peripatética: Seguidores de Aristóteles en el Liceo.
- Epicureísmo: Escuela de los discípulos de Epicuro.
- Estoicismo: Fundado por Zenón de Citio.
- Escuela cínica: Fundada por Antístenes, sostuvo que la felicidad viene de la vida sencilla y natural.
- Escuela cirenaica: Fundada por Aristipo de Cirene y centrada en cuestiones de ética.
- Escuela neoplatónica: Fundada por  Amonio Saccas. San Agustín de Hipona adscribió las ideas neoplatónicas a las ideas cristianas.

### Edad Media
- Agustinismo: Seguidores de Agustín de Hipona.
- Escolástica: Escuela dominante en la universidad medieval europea.
- Escuela de Oxford
- Escuela de París (filosofía)
- Escuela de San Víctor
- Escuela de Chartres
- Escuela franciscana de París
- Averroísmo
- Nominalismo
- Patrística

### Edad Moderna
- Neoplatonismo
- Humanismo
- Racionalismo
- Cartesianismo
- Idealismo trascendental
- Contractualismo
- Escuela de Salamanca
- Neoestoicismo

### Edad Contemporánea
- Empirismo
- Enciclopedismo
- Escuela Universalista Española del siglo XVIII
- Utilitarismo
- Idealismo absoluto
- Positivismo
- Neokantismo
- Neopositivismo
- Existencialismo
- Irracionalismo
- Vitalismo
- Personalismo
- Marxismo
- Escuela de la praxis
- Estructuralismo
- Humanismo marxista
- Humanismo cristiano
- Neoescolástica también llamada neotomismo
- Escuelas anarquistas
- Postmodernismo
- Deconstrucción
- Emergentismo
- Filosofía del absurdo
- Aceleracionismo
- Objetivismo
- Nuevo ateísmo
- Realismo especulativo
- Agatonismo
- Sistemismo
- Estoicismo moderno

## Escuelas filosóficas de Oriente
- Escuela de Kerala: Escuela de matemática hindú.
- Escuela de los Nombres: Escuela filosófica china.
- Escuela de Kioto: Escuela filosófica japonesa.
- Escuela Madhiamaka: Escuela filosófica budista.
- Escuela Yogachara: Escuela filosófica budista.

## Otras escuelas
- Escuela de Salamanca: Escuela del Segundo escolasticismo
- Escuela de Cambridge
- Escuela de Frankfurt
- Círculo de Viena
  - No confundir con la Escuela austríaca, de economía;
  - o con la Escuela de Viena de Historia del Arte;
  - música: Primera Escuela de Viena; Moderna Escuela de Viena (o Segunda Escuela de Viena)
  - Escuela de Viena
- Escuela de Praga
- Escuela de Barcelona
- Escuela de Madrid
- Erasmismo
- Filosofía de la liberación
- Materialismo filosófico
- Nuevo Ateísmo
- Realismo especulativo
- Agatonismo
- Sistemismo
- Nadaísmo
- Aceleracionismo
- Estoicismo moderno
- Naturalismo Filosófico
- Fisicalismo
- Vitalismo Cósmico